# Bilial Májov
Bilial Valérievich Májov –en ruso, Билял Валерьевич Махов– (Nálchik, 20 de septiembre de 1987) es un deportista ruso de origen cabardino que compite en lucha estilos libre y grecorromana.
Participó en dos Juegos Olímpicos de Verano, en los años 2012 y 2016, obteniendo una medalla de oro en Londres 2012, en la categoría de 120 kg.
Ganó siete medallas en el Campeonato Mundial de Lucha entre los años 2007 y 2015, y una medalla de oro en el Campeonato Europeo de Lucha de 2010.

## Palmarés internacional
| Juegos Olímpicos   | Juegos Olímpicos           | Juegos Olímpicos  | Juegos Olímpicos |
| Año                | Lugar                      | Medalla           | Categoría        |
| ------------------ | -------------------------- | ----------------- | ---------------- |
| 2012               | Londres (Reino Unido)      | Medalla de oro    | 120 kg           |
| Campeonato Mundial |                            |                   |                  |
| Año                | Lugar                      | Medalla           | Categoría        |
| 2007               | Bakú (Azerbaiyán)          | Medalla de oro    | 120 kg           |
| 2009               | Herning (Dinamarca)        | Medalla de oro    | 120 kg           |
| 2010               | Moscú (Rusia)              | Medalla de oro    | 120 kg           |
| 2011               | Estambul (Turquía)         | Medalla de plata  | 120 kg           |
| 2014               | Taskent (Uzbekistán)       | Medalla de bronce | 130 kg           |
| 2015               | Las Vegas (Estados Unidos) | Medalla de bronce | 130 kg           |
| 2015               | Las Vegas (Estados Unidos) | Medalla de bronce | 125 kg           |
| Campeonato Europeo |                            |                   |                  |
| Año                | Lugar                      | Medalla           | Categoría        |
| 2010               | Bakú (Azerbaiyán)          | Medalla de oro    | 120 kg           |